# Marine chypriote
Le Cyprus Naval Command ( grec : Ναυτική Διοίκηση Κύπρου ,turc : Kıbrıs Deniz Kuvvetleri ),  également connu sous le nom de Cyprus Navy ou marine chypriote est la marine de guerre de la Garde nationale chypriote. Cette force ne possède pas de vaisseaux capitaux ni d'autres grands navires de guerre, mais est équipée de patrouilleurs, d'embarcation de débarquement, de systèmes de missiles sol-sol et de systèmes radar intégrés, ainsi que d'unités de démolition sous-marine navale de type SEAL. La marine chypriote a pour mission principale de défendre la frontière maritime de la république de Chypre, mais ne peut actuellement pas accéder aux eaux autour de Chypre du Nord qui sont contrôlées par la marine turque depuis le conflit de 1974.

## Dotation actuelle
| Pays d'origine | Type de navire                                  | Classe navale    | Nom                                     | Identifiant |
| -------------- | ----------------------------------------------- | ---------------- | --------------------------------------- | ----------- |
| France         | Navire d'attaque rapide (Fast Patrol Boat-FPB)  | Type 32L Esterel | Salamis                                 | P-01        |
| Grèce          | Navire d'attaque rapide                         | Dilos            | Kyrenia                                 | P-02        |
| Italie         | Navire d'attaque rapide                         | FPB 30M          | Lieutenant Commander Elefteriou Tsomaki | P-03        |
| Italie         | Navire d'attaque rapide                         | FPB 30M          | Lieutenant Commander Nicola Georgiou    | P-04        |
| Espagne        | Patrouilleur (Motor Launch-ML)                  | Rodman 55        | Agathos                                 | N/A         |
| Espagne        | Patrouilleur                                    | Rodman 55        | Panagos                                 | N/A         |
| Chypre         | Embarcation de débarquement (Landing Craft-LCP) | Rotork           |                                         | N/A         |
| Chypre         | Embarcation de débarquement                     | Rotork           |                                         | N/A         |
| Chypre         | Embarcation de débarquement                     | Rotork           |                                         | N/A         |

## Base navale
- Base navale principale : Evangelos Florakis
- Bases navales secondaires : Naval stations - Limassol, Pafos

## Commandants de la marine chypriote
- 09.2000-10.07.2002 Captain Nicholas Georgiou (tué dans un accident aérien)
- 07.2002-20.08.2008 Captain Evangelos Valvis
- 20.08.2008-11.07.2011 Captain Andreas Ioannides tué dans l'explosion de la base navale Evangelos Florakis
- 11.07.2011-05.11.2011 Captain George Pitsiakos
- 05.11.2011  Commander Kyriakos Poxanis

## Achats potentiels de nouveaux navires
En 2013, différents médias ont affirmé que Chypre s'intéressait à acquérir des patrouilleurs de haute-mer (patrouilleur hauturier, (Offshore Patrol Vessels-OPVs), par exemple une corvette de la Classe Gowind.